# کوتاکپیتیا
کوتاکپیتیا (به لاتین: Kotakepitiya) یک منطقهٔ مسکونی در سری‌لانکا است که در استان مرکزی (سری‌لانکا) واقع شده‌است.